# L'Espionne du fort Mac Donald
L'Espionne du fort Mac Donald (A Nation's Péril) est un film muet américain réalisé par Joseph A. Golden, sorti en 1912.

## Fiche technique
- Titre : L'Espionne du fort Mac Donald
- Titre original : A Nation's Peril
- Réalisation : Joseph A. Golden
- Scénario : Anthony Coldeway
- Production : Pathé Frères
- Distribution : General Film Company
- Date de sortie :
  - États-Unis : 24 juin 1912

## Distribution
- Paul Panzer : Comte Cyril Mikailberg
- Octavia Handworth : Anna
- Crane Wilbur : Capitaine Porter
- Hal Reid